# Rocío Carrasco Mohedano
Rocío Carrasco Mohedano (Madrid, 29 d'abril de 1977) és una col·laboradora de televisió espanyola espanyola, única filla biològica de la cantant Rocío Jurado i del boxejador Pedro Carrasco.

## Biografia
La seva popularitat va sorgir de les freqüents aparicions en la premsa rosa espanyola i les ocasionals desfilades com a model. La seva carrera televisiva va començar com copresentadora del programa de Telecinco Cita con Apeles. Després va ser col·laboradora en els programes matinals de María Teresa Campos, Día a día entre 1997 i 2004 a Telecinco i Cada dia entre 2004 i 2005 a Antena 3.
Està casada amb Fidel Albiac. Després de la mort de la seva mare l'1 de juny de 2006, Rocío Carrasco es va convertir en la gran beneficiària de l'herència, que inclou els drets artístics, béns immobles i joies.
Ha prestat la seva imatge a algunes firmes comercials i ha presentat un programa a Canal Sur anomenat Nacidas para cantar, juntament amb María Teresa Campos. El 15 de juny de 2014 es va confirmar el seu fitxatge com a cinquena presentadora del programa Hable con ellas de Telecinco a partir del programa 15, a causa de la baixa de l'actriu Natalia Millán.
El 2015 va reaparèixer a la televisió com a ambaixadora de Cámbiame Premium, programa presentat per Jorge Javier Vázquez a Telecinco. El 2016, va tornar a Telecinco amb Hable con ellas.
El 2021 va protagonitzar la sèrie biogràfica documental Rocío, contar la verdad para seguir viva, en la qual relatava els maltractaments que va patir en mans del seu exmarit, Antonio David Flores. L'entrevista va ser un dels programes més seguits de la temporada televisiva a Espanya. La seqüela d'aquesta sèrie documental es dirà En el nombre de Rocío i s'emetrà a la tardor de 2021. Aquest mateix any es converteix en col·laboradora de Sálvame.

## Vida personal
El 31 de març de 1996 va contreure matrimoni amb l'exguàrdia civil Antonio David Flores (nascut el 24 d'abril de 1975) a la finca Yerbabuena. Fruit d'aquesta relació van néixer els seus dos fills Rocío Flores Carrasco (nascuda el 13 d 'octubre de 1996) i David Flores Carrasco (nascut el 15 desembre de 1998). El 1999 van posar fi al matrimoni i es van divorciar de mutu acord, tot i que arrenca un llarg i dur procés judicial per la custòdia dels fills.
El 7 de setembre de 2016 a la finca Valdepalacios de Torrico (Toledo), va tornar a contreure matrimoni per segona vegada amb Fidel Albiac després de setze anys de relació sentimental.